# Voie verte de la plaine de la Scarpe
La Voie verte de la plaine de la Scarpe est un sentier de promenade reliant Orchies à Fenain. Géré par le conseil départemental du Nord, ce chemin s'étend sur 10 km, dont une partie traversant la forêt domaniale de Marchiennes. Les communes de Beuvry-la-Forêt, Marchienes, Wandignies-Hamage, Erre et Fenain sont traversées.
Ce chemin suit le tracé exact de l'ancienne ligne ferroviaire de Somain à Halluin. Par ailleurs, seul le tronçon entre Orchies et Ascq est actif. 

## Histoire
La ligne de Somain à Halluin est ouverte par la Compagnie des Chemins de Fer du Nord en 1878. Le but principal de cette ligne était de faire circuler plus facilement les cargaisons de textile et de charbon. Mais au fil du temps, les divers tronçons de cette ligne sont déclassés (fermés). Aujourd'hui, seul le tronçon entre Orchies et Ascq est encore actif (circulation interrompue de 2015 à 2022 par la SNCF). Le tronçon entre Somain et Orchies a fermé le 22 février 1991.
Constatant le potentiel de cette ligne, le conseil départemental a décidé d'aménager un chemin de promenade le long de cette ligne. Le tronçon entre Beuvry-la-Forêt et Orchies a conservé la voie ferrée. 

## Étymologie
Le mot "Voie verte" signifie que la verdure est présente sur tout le tracé. Deux lignes d'arbres et de buissons longent des deux côtés la voie verte.

## Situation géographique

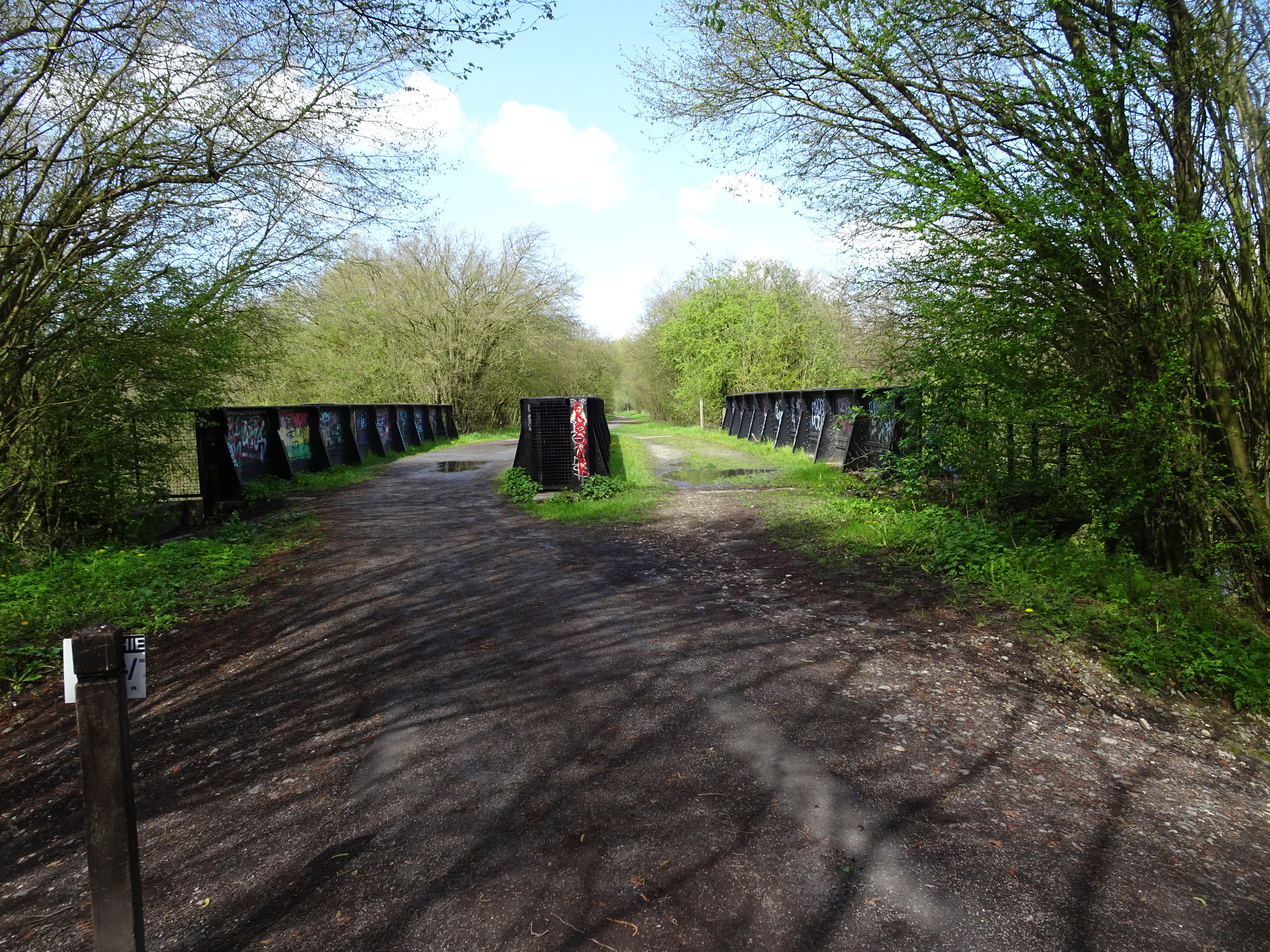
Pont sur la Scarpe près de Marchiennes

Du sud au nord, la voie verte traverse une partie de la campagne du douaisis. Elle enjambe la Scarpe à Wandignies-Hamage près de Marchiennes, traverse la forêt de Marchiennes, passe sous l'autoroute A23 et rejoint les lignes de Pont-de-la-Deûle à Bachy-Mouchin et de Fives à Hirson. 
La voie verte communique avec celle qui longe la Scarpe par une rampe à l'extrémité sud du pont qui enjambe cette rivière.

La carte ci-dessous montre le tracé de la voie verte.